# Залесочье
Залесочье (укр. Залісоче) — село в Олыкской поселковой общине Луцкого района Волынской области Украины.
До 2020 года входило в Киверцовский район.
Код КОАТУУ — 0721881605. Население по переписи 2001 года составляет 725 человек. Почтовый индекс — 45262. Телефонный код — 3365. Занимает площадь 1,635 км².